# Іслам у Нігерії

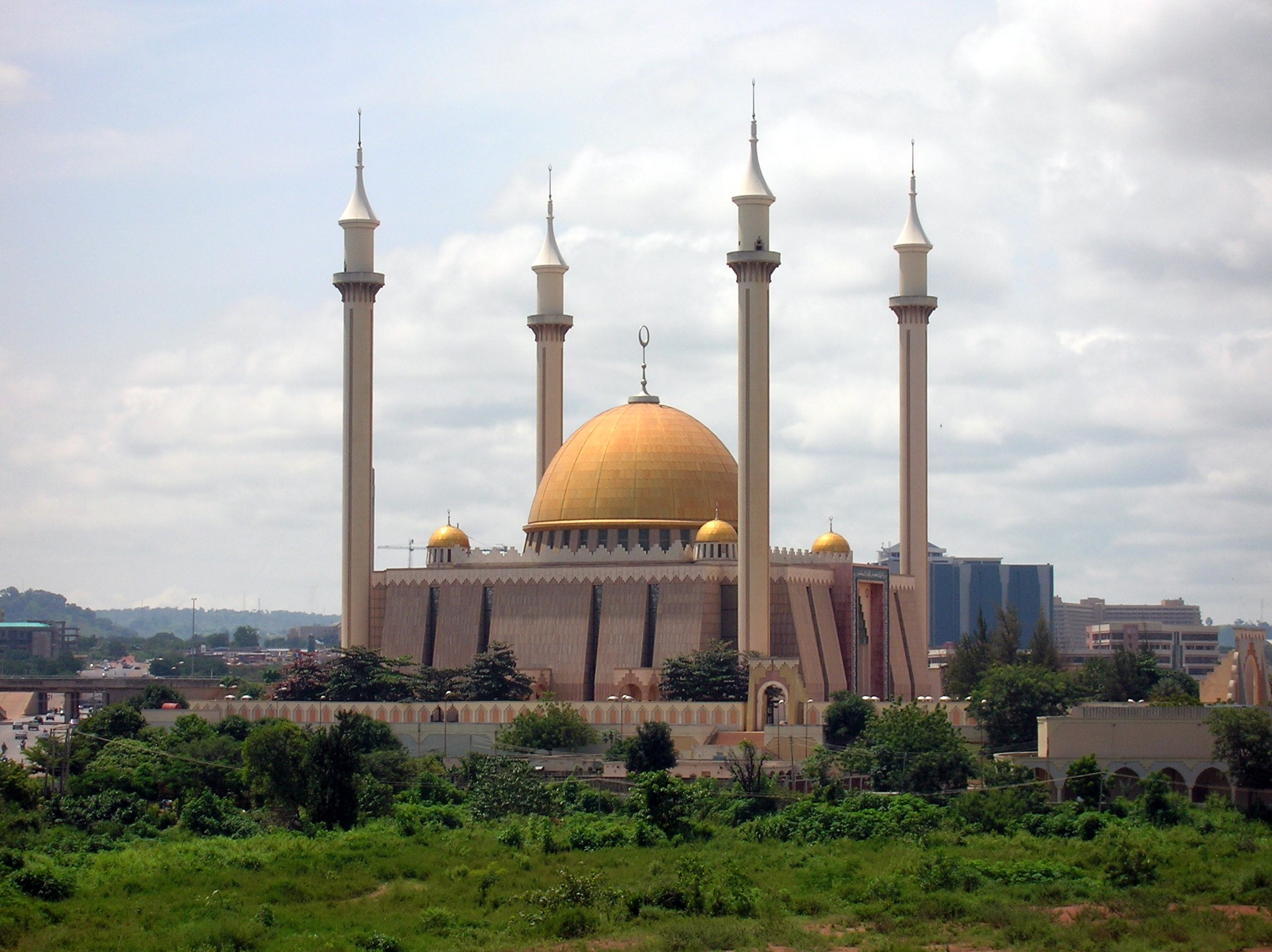
Національна мечеть Абуджі

Іслам (англ. Islam in Nigeria) — одна з основних релігій, що практикуються в Нігерії, поряд з християнством. Нігерія має одне з найбільших населенням мусульман в Африці. У Нігерії приблизно 100 мільйонів мусульман, що робить її п'ятою країною з найбільшим населенням мусульман у світі, після Індонезії, Пакистану, Індії та Бангладеш.
Іслам з'явився в Нігерії багато століть тому після того, як іслам почав поширюватися по всьому світу. Мусульмани дійсно складають більшість населення північних штатів Нігерії та одну третину населення населення південних штатів Нігерії.